# Aeropuerto de Łódź-Władysław Reymont
El Aeropuerto de Łódź Władysław Reymont (IATA: LCJ, OACI: EPLL), anteriormente conocido como Aeropuerto de Łódź-Lublinek, es un aeropuerto regional del centro de Polonia, situado a unos 6 km al suroeste del centro de la ciudad de Łódź.
El aeropuerto posee operaciones desde el 13 de septiembre de 1925 y ha sufrido un buen número de mejoras para posibilitar los vuelos de las aerolíneas bajo coste a destinos en Europa.
Recientemente ha sido bautizado con un nuevo nombre para conmemorar el vigésimo centenario del polaco y la obtención en 1924, del Nobel de Literatura, por Władysław Reymont.

## Historia
El aeropuerto de Łódź abrió el 13 de septiembre de 1925. Durante la Segunda Guerra Mundial, las fuerzas de ocupación alemanas mejoraron el aeropuerto para permitir su uso como aeropuerto militar, construyendo una pista de hormigón de 1200 m. En los primeros años de la postguerra el aeropuerto era un importante centro de transporte, pero perdió este papel en los 50 con la inauguración del aeropuerto de Varsovia. A finales de esta década, las conexiones de pasajeros regulares a Łódź fueron cancelados. 
Los esfuerzos para retomar los vuelos de pasajeros no obtuvieron su recompensa hasta los 90. 
En 1997 se inauguró una nueva terminal (con una capacidad aproximada de 50.000/año).
Desde 1997 Port Lotniczy Łódź-Lublinek sp. z o.o. (Lodz-Lublinek Airport LLC) ha sido el operador del aeropuerto, cambiando su nombre en 2007 a Port Lotniczy Łódź im. Władysława Reymonta Sp. z o.o. (LODZ WLADYSLAW REYMONT AIRPORT LLC).
El 31 de octubre de 2002 se concluyó la instalación de un sistema ILS/DME (sistema de aterrizaje instrumental/equipamiento de medición de distancia) en el aeropuerto.
En septiembre de 2005 la pista fue ampliada de 1443 m a 2100 m para dar cabida a aviones más grandes como el Boeing 737.
El 28 de octubre de 2005 se abrió una nueva terminal (con capacidad para unos 300.000 pasajeros/año).
El 30 de octubre de 2005 aterrizó el primer Boeing 737 en la historia del aeropuerto de Łódź.
El 19 de enero de 2007 entró en servicio la ampliación de pista a 2500 m.

## Aerolíneas y destinos

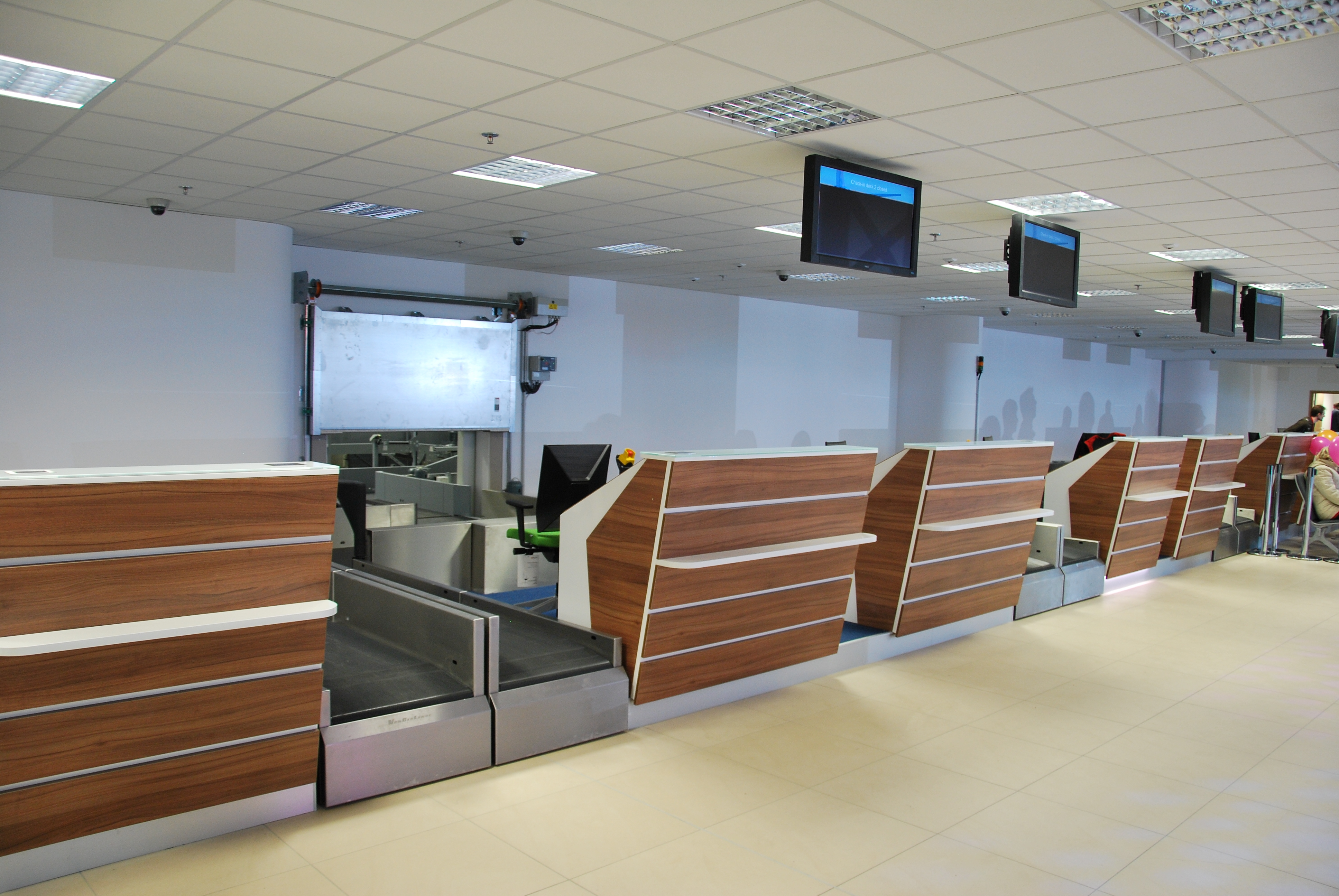
Interior de la terminal internacional.

| Aerolíneas       | Destinos                                                                      |
| ---------------- | ----------------------------------------------------------------------------- |
| Enter Air        | Chárter estacional: Antalya, Burgas                                           |
| Pegasus Airlines | Chárter estacional: Antalya                                                   |
| Ryanair          | Alicante, Bérgamo, Charleroi, Dublín, East Midlands, Londres–Stansted, Málaga |